# Theo Thiemeyer
Theo Thiemeyer (* 22. April 1929 in Köln; † 26. November 1991) war ein deutscher Wirtschaftswissenschaftler und Professor für Sozialpolitik und öffentliche Wirtschaft an der Ruhr-Universität Bochum.
Er studierte ab 1950 an der Universität zu Köln bei Rudolf Seyffert und Gerhard Weisser Betriebswirtschaft. 1954 schloss er das Studium als Diplom-Kaufmann ab. Neun Jahre später promovierte er über Grenzkostenpreise bei öffentlichen Unternehmen. Thiemeyer habilitierte sich über Wissenschaftstheoretische Probleme der materialen Bestimmung von Gemeinwirtschaftlichkeit als betriebswirtschaftliche Kategorie im Jahr 1968 an der Kölner Universität. Bald darauf lehnte er aber den Ruf der Universität zu Köln ab, um jenen der in Linz neu geschaffenen Hochschule für Sozial- und Wirtschaftswissenschaften (heutige JKU) anzunehmen. Dort hatte Thiemeyer drei Jahre lang den Lehrstuhl für öffentliche Verwaltung und öffentliche Dienste inne. 1973 wurde er an die Ruhr-Universität Bochum an einen Volkswirtschaftlichen Lehrstuhl mit den interdisziplinär ausgerichteten Schwerpunkten Sozialpolitik und Öffentliche Wirtschaft berufen, den er bis zu seinem Tod innehatte.

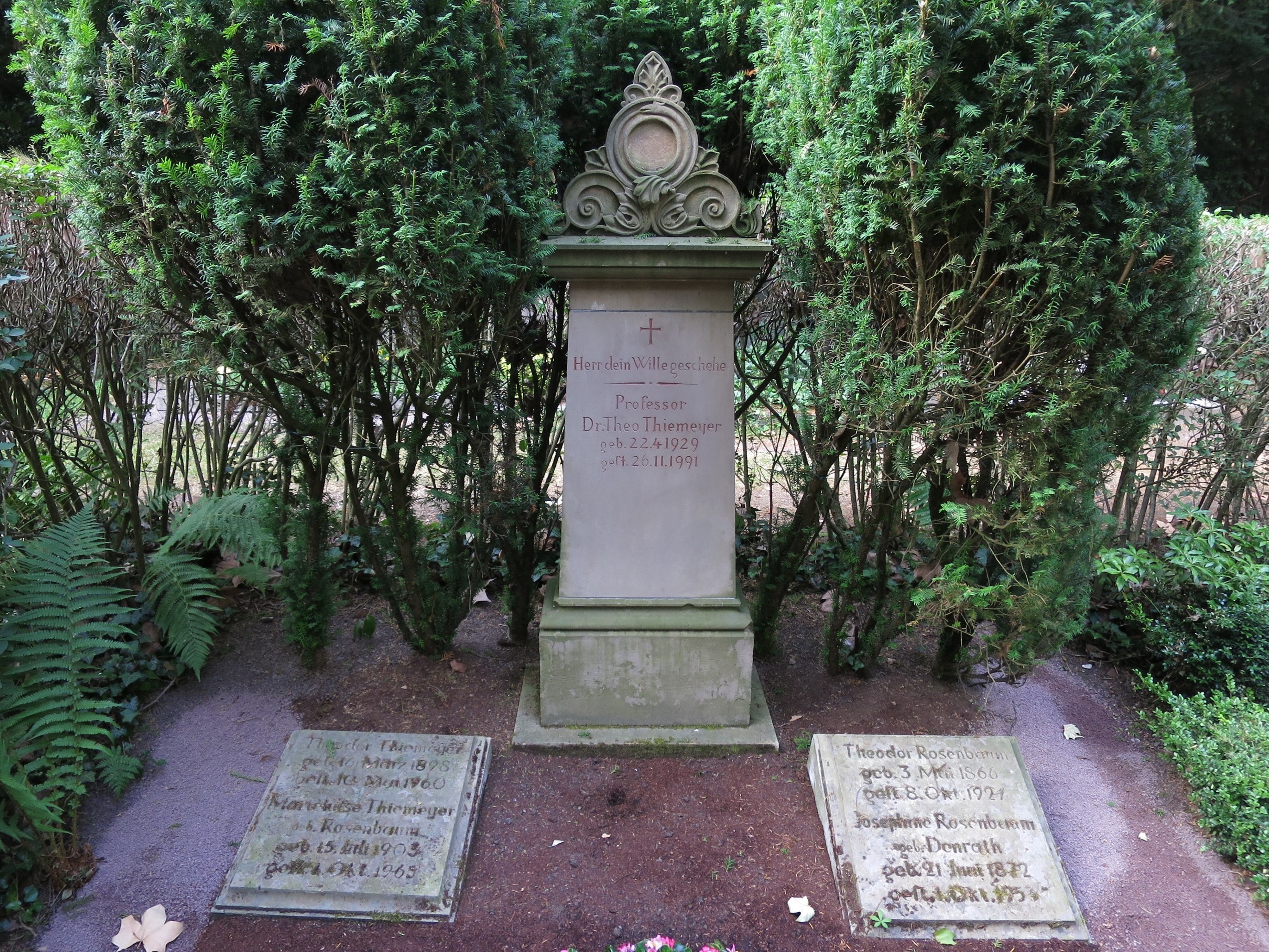
Grabstätte Thiemeyer

In den letzten Jahren seiner wissenschaftlichen Tätigkeit widmete er sich wieder der Instrumentalfunktion öffentlicher Unternehmen und grundsätzlichen Artikel für Handwörterbücher und Lexika. Thiemeyer starb 1991 im Alter von 62 Jahren. Er wurde Im Familiengrab auf dem Kölner Friedhof Melaten (Flur 20 (E)) bestattet.

## Schriften (Auswahl)
- Grenzkostenpreise bei öffentlichen Unternehmen. Westdeutscher Verlag, Köln Opladen, Diss., 1963.
- Gemeinwirtschaftlichkeit als Ordnungsprinzip: Grundlegung einer Theorie gemeinnütziger Unternehmen. Verlag Duncker und Humblot, Berlin, Habil., 1970.
- Wirtschaftslehre öffentlicher Betriebe. Verlag Rowohlt, Reinbek bei Hamburg, 1975.

## Weblink
- Literatur von und über Theo Thiemeyer im Katalog der Deutschen Nationalbibliothek